# Tabbora
Tabbora (łac. Dioecesis Tabborensis) – stolica historycznej diecezji w Cesasrstwie Rzymskim w prowincji Africa Proconsularis, leżące na terenie współczesnej Tunezji.

## Biskupi tytularni
| Lp. | Biskup                     | Funkcja                                   | Od                | Do                   |
| --- | -------------------------- | ----------------------------------------- | ----------------- | -------------------- |
| 1   | Jacques-Eugene Manna       | wikariusz Basry (Irak)                    | 18 sierpnia 1902  | 15 lutego 1928       |
| 2   | Lino Rodrigo Ruesca        | biskup pomocniczy Granady (Hiszpania)     | 1 maja 1929       | 28 stycznia 1935     |
| 3   | Mario Civelli              | wikariusz apostolski Hanzhong (Chiny)     | 11 marca 1935     | 11 kwietnia 1946     |
| 4   | Władysław Suszyński        | biskup pomocniczy wileński (Polska)       | 19 stycznia 1948  | 27 października 1968 |
| 5   | József Udvardy             | administrator apostolski Csanád (Węgry    | 10 stycznia 1969  | 7 stycznia 1975      |
| 6   | António dos Santos         | biskup pomocniczy Aveiro (Portugalia)     | 6 grudnia 1975    | 11 listopada 1979    |
| 7   | Getúlio Teixeira Guimarães | biskup pomocniczy Ponta Grossa (Brazylia) | 20 grudnia 1980   | 26 marca 1984        |
| 8   | Fernando Sáenz Lacalle     | biskup pomocniczy Santa Ana (Salwador)    | 22 grudnia 1984   | 3 lipca 1993         |
| 9   | Eugène Rixen               | biskup pomocniczy Assis (Brazylia)        | 30 listopada 1995 | 2 grudnia 1998       |
| 10  | António Taipa              | biskup pomocniczy Porto (Portugalia)      | 22 lutego 1999    |                      |